# Јукагирски језици
Јукагирски језици представљају језичку породицу коју чине два језика – севернојукагирски (тундра јукагирски или вадулски) и јужнојукагирски (колима јукагирски или одулски). Оба језика се говоре на Руском далеком истоку, око басена реке Колиме. Ова језичка породица је на ивици изумирања.

## Класификација
Нема чврстих доказа да је ова језичка породица генетски повезана са другим породицама. Део лингвиста сматра да су јукагирски језици у далеком сродству са уралским језицима.
Севернојукагирски и јужнојукагирски су једина два преживела језика из ове језичке породице, која је некада била доминантна на простору североисточног Сибира. Јукагирским језицима се говорило од обала реке Анадир на истоку до обала реке Лене на западу. На основу доказа из раних извора, може се претпоставити да је постојао јукагирски дијалекатски континуум, при чему су се севернојукагирски и јужнојукагирски налазили на супротним крајевима. Један од јукагирских језика је изумрли чувански језик, којим су говорили Чуванци пре него што су прешли на руски језик.
Јукагирски језици:
- Севернојукагирски језик (тундра јукагирски или вадулски)
- Јужнојукагирски језик (колима јукагирски или одулски)
- Омочки језик †
- Чувански језик †

Званично су на попису становништва Русије 2010 севернојукагирски и јужнојукагирски били признати као један јукагирски језик. У прошлости су постојала бар још два јукагирска језика, омочки језик (језик изумлих Омока) и чувански језик (језик Чуванаца).

## Особине
Ова два језика деле мали део заједничког речника и говорници тих језика се међусобно не разумеју. Са друге стране, њихове граматике показују велики број сличности. Оба језика познају самогласничку хармонију. Морфолошки гледано, спадају у аглутинативне језике.